# Carl Larsson i By
Carl Filip Larsson, känd som Carl Larsson i By, född 25 juli 1877 i By socken, Dalarna, död där 9 augusti 1948, var en svensk lantbrukare och författare.

## Biografi
Föräldrar var lantbrukaren Erik Larsson och Anna Jansdotter. Larsson studerade vid Fornby folkhögskola 1903–1904, och bedrev omfattande självstudier framför allt i litterära ämnen.
Debuten i bokform kom 1907 med diktsamlingen By och bonde. Fram till 1911 arbetade han på faderns gård i By. Han har i sina dikter, noveller och romaner skildrat hembygden och naturen. Han var engagerad i godtemplarna och skrev 1916 romanen Logen 5455 morgonvind av IOGT samt i Dalarnas hembygdsförbunds arbete. Förutom att medarbeta i tidningar och tidskrifter var Larsson verksam som föreläsare och även aktiv inom kommunalpolitiken.

### Skönlitteratur
- By och bonde : vers. Stockholm: Bonnier. 1907. Libris 1615203
- Tionde : vers. Stockholm: Bonnier. 1909. Libris 305500
- Åtta kvällar : en bok för bönder och jordfolk och några strån på världsförbättringens stora stack. Stockholm: Bonnier. 1912. Libris 1636030
- Av jord är du kommen : en bonderoman. Stockholm: Bonnier. 1913. Libris 1636024
- En sång till Sverige och svenskheten : prolog vid svensk-finska ungdomsmötet i Visby, midsommardagen 1913. [Stockholm]. 1913. Libris bmjrbz2884x2zbvx. https://urn.kb.se/resolve?urn=urn:nbn:se:kb:eod-3005873
- Den sista kärven : dikter. Stockholm: Bonnier. 1914. Libris 305477
- Bergsmanshistorier : berättade för Carl Larsson i By. [1]-2. Stockholm: Svenska andelsförl. Thule. 1915-1918. Libris 1636025
- Gamla gårdar. Stockholm: Thule. 1916. Libris 1654810
- Logen 5455 Morgonvind av IOGT. Stockholm: Bonnier. 1916. Libris 2475247
- Karl Johan Malkus : en mördares dagbok. Stockholm: Sv. andelsförl. 1918. Libris 1654811
- Sockenbor. Stockholm: Bonnier. 1923. Libris 1486442
- Kristi återkomst. Stockholm: Bonnier. 1924. Libris 1486439
- Gustaf Wasa-kantat. Falun. 1925
- Lantliga historier. Stockholm: Bonnier. 1925. Libris 1486440
- Vår i Folkare : noveller. Stockholm: Bonnier. 1927. Libris 1338363
- Stugornas folk : nio noveller. Stockholm: Bonnier. 1930. Libris 1338362
- Hemifrån byn : noveller. Uppsala: Lindblad. 1931. Libris 1347537
- Landets barn : valda berättelser för ungdom. Uppsala: Lindblad. 1932. Libris 1347539
- Den gamla goda tiden : kulturhistoriska noveller. Stockholm: Bonnier. 1941. Libris 1410051
- Erik Andersson och andra bönder : berättelser från gången och närvarande tid / [illustrationerna av Carl-Eric Bodén]. Stockholm: Lantbruksförb. 1944. Libris 1410050

### Varia
- Odlarnes organisation : om nödvändigheten av organisation bland Sverges bönder och jordfolk : föredrag. Odlarebiblioteket ; 1. Stockholm: Sv. andelsförl. 1913. Libris 1637900
- Bland svenskar i Finland : resebrev. Stockholm. 1914. Libris 1318596
- By socken. Dalarna i ord och bild ; 7. Hedemora. 1914. Libris 2764544
- Två samtal om bönderna och georgeismen. Skrifter / Förbundet för rättsdemokrati, 99-2990294-5 ; 2. Stockholm. 1914. Libris 2764550
- Samling kring rätten : Carl Larsson i By. Fredsskrifter, 99-1589493-7 ; 39. Stockholm: Svenska freds- och skiljedomsfören. 1916. Libris 8222816
- Är nykterhetsrörelsen kulturell?. Stockholm. 1916. Libris 2764552
- Bonderörelsen : synpunkter på böndernas ställning och bonderörelsens politiska yttringar. Politiska dagsfrågor ; Nr 11. 1917. Stockholm: Centraltr. 1917. Libris 1654809
- En dalasockens historia : kulturhistorisk beskrivning av By i Folkare härad, 1-2. Stockholm. 1920-1939. Libris 417620
- Till Karl Staaf. Stockholm. 1925. Libris 2764548 - I: Bergström, David Kristian, Vid tioårsminnet av Karl Staafs bortgång.
- Svensk jord och svensk bonde genom tiderna : läsebok för folkhögskolor, lantmannaskolor och fortsättningsskolor. Stockholm: Bonnier. 1928. Libris 688943
- Dalabergslagen : natur, näringsliv och folk. [Uddevalla]. 1939. Libris 2764545